# Golam Mustafa (fotograf)
Golam Mustafa (30. listopadu 1941 – 9. července 2021) byl bangladéšský fotograf. V roce 2018 byl oceněn Ekushey Padak a Shilpakala Padak v roce 2016 v kategorii fotografie vládou Bangladéše.

## Pozadí
Mustafa se narodil 30. listopadu 1941 v sousedství Kidderpore v Kalkatě v tehdejším Bengálském prezidentství v Britské Indii. Po rozdělení Indie v roce 1947 se jeho rodina přestěhovala do domu jeho dědečka z otcovy strany v Mirsharai, Chittagong ve východním Bengálsku. Poté studoval na Bar Academy School v Narayanganj a na Jagannath College v Dháce. Poté se seznámil s významným fotografem Manzoorem Alam Begem.

## Kariéra
Mustafa byl jedním z prvních fotografů bangladéšské televize (BTV), když začala svou činnost v roce 1964. Později působil v BTV jako kameraman a v roce 1998 odešel do důchodu Byl hostujícím lektorem na katedře architektury na North South University .
Mustafa byl předsedou Stálé rady Bangladéšské fotografické společnosti (BPS). Byl také členem redakční rady časopisu Fotografie .

## Ocenění
- Shilpakala Padak (2016)
- Ekushey Padak (2018)
- Bangladéšská televizní celoživotní cena
- Doživotní cena BPS
- Abinashwar Sahitya a Sangskritik Sangathan Ajibon Sammanana
- Zvláštní cena East-West University
- Beauty Boarding Addabaj Sammanana[5]